# Cabinet Simonis III
Pour les articles homonymes, voir Cabinet Simonis.
Land de Schleswig-Holstein
Simonis II Carstensen I
Le cabinet Simonis III (Kabinett Simonis III, en allemand) est le gouvernement du Land de Schleswig-Holstein entre le 28 mars 2000 et le 17 mars 2005, durant la quinzième législature du Landtag.

## Coalition et historique
Dirigé par la Ministre-présidente sociale-démocrate sortante, Heide Simonis, il est soutenue par une coalition rouge-verte entre le Parti social-démocrate d'Allemagne (SPD) et l'Alliance 90 / Les Verts (Verts), qui disposent ensemble de 48 députés sur 89 au Landtag, soit 53,9 % des sièges.
Il a été formé à la suite des élections régionales du 27 février 2000 et succède au cabinet Simonis II, formé par une alliance identique. Il est le premier gouvernement régional investi pour cinq ans. 
Après les élections régionales du 20 février 2005, bien que ne comptant que 33 députés sur 69, contre 34 à l'alliance de centre-droit, Simonis a tenté de se maintenir au pouvoir avec le soutien de la Fédération des électeurs du Schleswig du Sud (SSW), qui disposait de deux élus. Toutefois, lors du vote d'investiture, le 17 mars, la ministre-présidente et son adversaire, le chrétien-démocrate Peter Harry Carstensen, ont remporté, aux quatre tours de scrutin, 34 voix chacun. Simonis a alors renoncé, laissant Carstensen former une grande coalition avec le SPD et constituer son premier gouvernement.

## Composition

### Initiale
| Poste                                                                                        | Ministre | Ministre                             | Parti |
| -------------------------------------------------------------------------------------------- | -------- | ------------------------------------ | ----- |
| Ministre-présidente                                                                          |          | Heide Simonis                        | SPD   |
| Vice-ministre-présidente Ministre de la Justice, des Femmes, de la Jeunesse et de la Famille |          | Annemarie Lütkes                     | Verts |
| Ministre de l'Intérieur                                                                      |          | Klaus Buß                            | SPD   |
| Ministre des Finances et de l'Énergie                                                        |          | Claus Möller                         | SPD   |
| Ministre de l'Économie, de la Technologie et des Transports                                  |          | Bernd Rohwer                         | SPD   |
| Ministre du Travail, de la Santé et des Affaires sociales                                    |          | Heide Moser                          | SPD   |
| Ministre de l'Environnement, de la Nature et des Forêts                                      |          | Klaus Müller                         | Verts |
| Ministre du Milieu rural, de l'Aménagement du territoire, de l'Agriculture et du Tourisme    |          | Ingrid Franzen (jusqu'au 31/01/2003) | SPD   |
| Ministre de l'Éducation, de la Science, de la Recherche et de la Culture                     |          | Ute Erdsiek-Rave                     | SPD   |

### Remaniement du1ermars 2003
- Les nouveaux ministres sont indiqués en gras, ceux ayant changé d'attributions en italique.

| Poste                                                                                        | Ministre | Ministre                                            | Parti |
| -------------------------------------------------------------------------------------------- | -------- | --------------------------------------------------- | ----- |
| Ministre-présidente                                                                          |          | Heide Simonis                                       | SPD   |
| Vice-ministre-présidente Ministre de la Justice, des Femmes, de la Jeunesse et de la Famille |          | Annemarie Lütkes                                    | Verts |
| Ministre de l'Intérieur                                                                      |          | Klaus Buß                                           | SPD   |
| Ministre des Finances et de l'Énergie                                                        |          | Ralf Stegner                                        | SPD   |
| Ministre de l'Économie, du Travail et des Transports                                         |          | Bernd Rohwer                                        | SPD   |
| Ministre des Affaires sociales, de la Santé et de la Protection des consommateurs            |          | Heide Moser (jusqu'au 25/04/2004) Gitta Trauernicht | SPD   |
| Ministre de l'Environnement, de la Protection de la nature et de l'Agriculture               |          | Klaus Müller                                        | Verts |
| Ministre de l'Éducation, de la Science, de la Recherche et de la Culture                     |          | Ute Erdsiek-Rave                                    | SPD   |